# Sola gratia
Der Ausdruck sola gratia (lat. für allein durch die Gnade) bezeichnet ein Grundelement der reformatorischen Lehre von der Rechtfertigung und ist ein theologischer Grundsatz der Kirchen, die aus der Reformation hervorgegangen sind. Er drückt die Überzeugung aus, dass der Mensch allein dank der Gnade Gottes das Heil bzw. das ewige Leben erlangt. Er kann es sich nicht durch sein Handeln verdienen.

Biblische Grundlage für diesen Gedanken sind in Röm 11,6 , Eph 2,8 , Apg 15,11  u. a. zu finden.

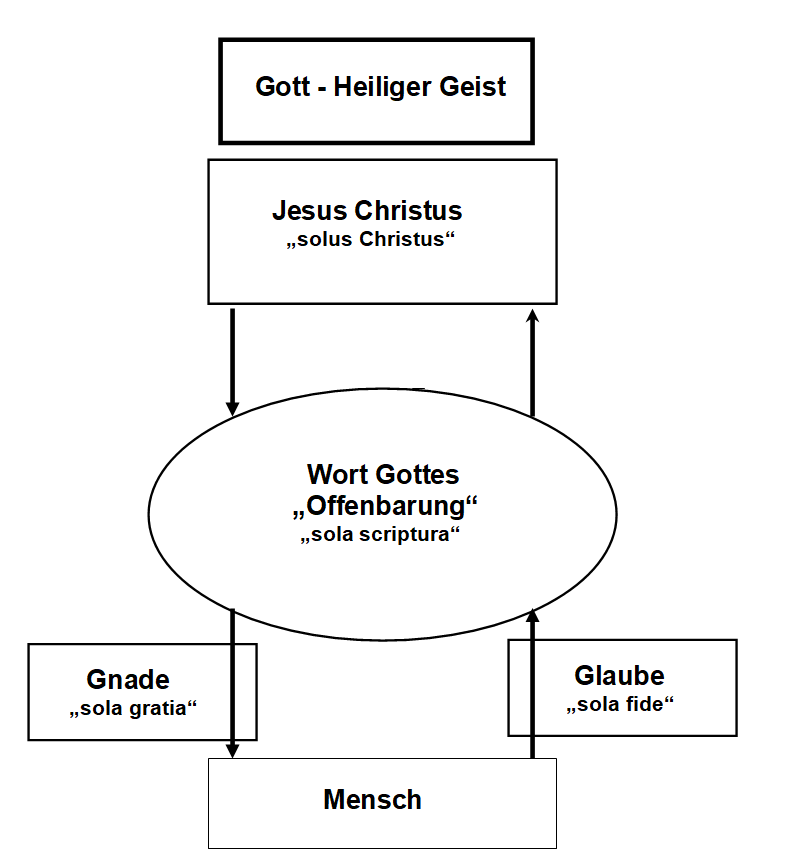
Schematische Darstellung zu Luthers Rechtfertigungslehre, modifiziert nach P. Blickle (1992)

## Ablasshandel
Das Prinzip des sola gratia manifestiert sich insbesondere in Luthers Ablehnung des Ablasshandels, der in Beziehung zum Gnadenschatz steht. Die Idee, dass die Menschen anhand ihrer guten wie bösen Taten gerichtet werden, pervertiert nach Luthers Ansicht im Ablasshandel, wo jede böse Tat durch eine darauffolgende gute aufgewogen wird. Der Mensch kenne nicht Gottes „Bewertungskriterien“ am Jüngsten Tag und könne daher keinen solchen Handel betreiben.

## Rettungsgedanke
Der theologische Gedanke einer sola gratia soll die höhere Stellung Gottes zur Geltung bringen und explizit Gläubigen bewusst machen, dass sie nicht „Punkte“ sammeln können, um sich einen Platz im Jenseits zu sichern. Die Gnade Gottes ist weder willkürlich noch beschreibbar. Luther lässt die Frage über die Vorgehensweise für eine durch Gott gegebene Rettung offen, da er vergleichbare Ideen nicht durch die Bibel erkennen kann (sola scriptura). Er äußert sich nur in der Hinsicht, dass Gott auf das Herz des Einzelnen schauen wird und dass dessen Glaube das Vordergründige für Gott darstellt und darstellen wird (sola fide).
Für den Menschen, so Luther, ist es illegitim, an Gott Erwartungen zu stellen. Nur Gott selbst entscheidet über die Rettung des Einzelnen. Auch das Beten ist ein Akt göttlicher Gnade, es vollzieht sich im Bewusstsein des Gerechtfertigtseins durch Jesus Christus. Es bildet eine Einheit mit der Rechtfertigung. Ein Gebet ist demnach ein Ergebnis der Erlösung, aber kein Mittel, um diese erlangen zu können.

## Offenbarungsgedanke
Der Ausdruck sola gratia befasst sich jedoch auch mit der Thematik der Offenbarung. Luther meint, dass dem Menschen nur die durch Gott gegebene Offenbarung zugängig ist und dass diese nicht durch kirchliche Lehren beeinflusst werden dürfen (sola scriptura).

## Verhältnis zu den anderen „Soli“ und der Lehre der Katholischen Kirche
Neben dem sola gratia stehen in den reformatorischen Kirchen die Grundsätze des sola scriptura, des sola fide und solus Christus. Diese Grundsätze stehen in Beziehung zueinander. Erst die Vereinigung dieser „Soli“ (oder „Solae“) führt nach Luthers Auffassung zum durch Gott gegebenen Glauben, der sich durch die Schrift selbst begründet. Die Auffassung Luthers von sola fide und sola scriptura stellt er in Abgrenzung zur römisch-katholischen Lehre auf. 
Auch nach katholischer Lehre kommt die Rechtfertigung des Menschen aber allein aus der heiligmachenden Gnade Gottes um Jesu Christi willen. Der entscheidende Unterschied besteht dabei auch nicht darin, dass nach katholischer Lehre der Mensch durch die Gnade Gottes befähigt würde, an seinem eigenen Heil, das ist seiner ersten Gnade, aus freiem Willen mitzuwirken; das wäre die verurteilte Häresie des Semipelagianismus. Was die katholische Kirche lehrt, ist, dass eine Vermehrung der Gnade sowie ein ewiger Lohn (nicht das ewige Leben selbst) durch die Gnade Gottes verdient werden kann (vgl. Konzil von Trient, Dekret über die Rechtfertigung, Kanon 32), unter anderem 1 Kor 3,8  anführend: „Jeder aber wird seinen Lohn empfangen nach seiner Arbeit.“, und viele andere Stellen, wo von einem Lohn für Werke nach dem Erdenwallen die Rede ist, mitunter Weish 2,22 , Lk 6,38 , Röm 2,6 , 1 Kor 3,5–8 , und viele mehr. Sie lehrt (wohl im Einklang mit der evangelischen Kirche), dass die Rechtfertigung formell allein Gottes Gnade als ungeschuldetem Geschenk zu verdanken ist, und nicht durch menschliche Bemühungen verdient wird. Die katholische Kirche lehrt aber – in Abgrenzung zur evangelischen Kirche –, dass die Werke aus Gnade durchaus wirklich etwas verdienen, nämlich Vermehrung der Gnade (auf Erden) und Vermehrung der Glorie (im Himmel). Solche Akte werden als „Heilsakte“ bezeichnet, weil sie mit dem übernatürlichen Endziel – dem Heil – in Beziehung stehen, nicht etwa, weil sie es bewirken. Katholiken werfen den Reformatoren vor, die Freiheit des Menschen zu leugnen, indem sie (laut Katholiken) behaupten, der Mensch könne Gott überhaupt nicht erkennen und überhaupt keine sittlich guten Taten (die an sich nicht mit Heilsakten gleichzusetzen sind) vollbringen. Dagegen lehrt die katholische Kirche, dass der Mensch auch im gefallenen Zustand religiöse und sittliche Wahrheiten erkennen kann, Röm 1,20  anführend: „Denn sein unsichtbares Wesen – das ist seine ewige Kraft und Gottheit – wird seit der Schöpfung der Welt, wenn man es mit Vernunft wahrnimmt, an seinen Werken ersehen.“; und ferner, dass auch ein Ungläubiger sittlich Gutes tun kann, Röm 2,14–15  anführend: „Denn wenn Heiden, die das Gesetz nicht haben, doch von Natur aus tun, was das Gesetz fordert, so sind sie, obwohl sie das Gesetz nicht haben, sich selbst Gesetz. 15 Sie beweisen damit, dass des Gesetzes Werk in ihr Herz geschrieben ist.“ Wohl mit der evangelischen Kirche lehrt die katholische Kirche aber, dass auch der Gerechtfertigte zur Verrichtung von Heilsakten aktuelle Gnade bedarf.

### Sola gratiaundsola fideim Verhältnis zueinander
Sola gratia beschreibt, wie Gott dem Menschen begegnet: Gottes gerechtfertigter Zorn über alle Sünde(r) (Röm 1,18ff ) hat nicht zur Folge, dass sich Gott vom Menschen abwendet oder ihn seinem Schicksal überlässt: „Das erste Stück der Gnade ist: einen gnädigen Gott haben, der da Gutes tut, dass wir im Schoß der Barmherzigkeit seien und Vertrauen haben auf die gewissen Verheißungen, die uns durch seine Gnade geschenkt sind… Non est deus furoris, irae, sed gratiae.“ (Es ist nicht ein Gott des Grimms, des Zorns, sondern der Gnade.) (WA (Weimarer Ausgabe) Band 40 II, Seite 363, zu Psalm 51,4f; 1532).
Sola fide beschreibt andererseits die einzig angemessene Antwort des Menschen auf Gottes Gnade: Sie im Glauben annehmen. Der Begriff der Gnade schließt dabei grundsätzlich aus, dass der Mensch sie sich erarbeiten oder verdienen könnte. Darauf hatte bereits Augustinus mit seinem Satz „gratia … nisis gratis est, gratia non est“ (eine Gnade, die nicht gratis ist, ist keine Gnade) hingewiesen.
Dass der Mensch Gottes Gnade bzw. Gott als gnädigen Gott nur im Glauben erfahren kann, führte Luther in einer Predigt am 29. Juli 1519 in Leipzig so aus: „So liegt nu dran, dass man wisse, ob man Gottes Gnade erlangt hab. Dann muss man wissen, wie man mit Gott dran sei, soll anders das Gewissen fröhlich sein und bestehn. Wann so jemand daran zweifelt und nit fest dafür hält, er hab einen gnädigen Gott, der hat ihn auch nit. Wie er glaubt, so hat er. (W.A. II, 249).“
Wenn aber Gnade und Glaube sich verbinden, findet das menschliche Herz Frieden mit Gott: „...diese Gnade wirkt endlich in Wahrheit den Frieden des Herzens, also dass der Mensch, von seiner Verderbnis geheilt, auch fühle, er hab einen gnädigen Gott.“ (WA VIII, 106; 1521)

## Annäherung der Kirchen
In der 1999 unterzeichneten Gemeinsamen Erklärung zur Rechtfertigungslehre des Lutherischen Weltbundes und der römisch-katholischen Kirche wurde die Rechtfertigung „allein aus Gnade“ als gemeinsame Glaubenaussage bekannt: „Gemeinsam bekennen wir: Allein aus Gnade im Glauben an die Heilstat Christi, nicht auf Grund unseres Verdienstes, werden wir von Gott angenommen und empfangen den Heiligen Geist, der unsere Herzen erneuert und uns befähigt und aufruft zu guten Werken.“